# 唐榮
唐榮（1880年11月26日—1963年3月5日），台灣企業家。

## 生平

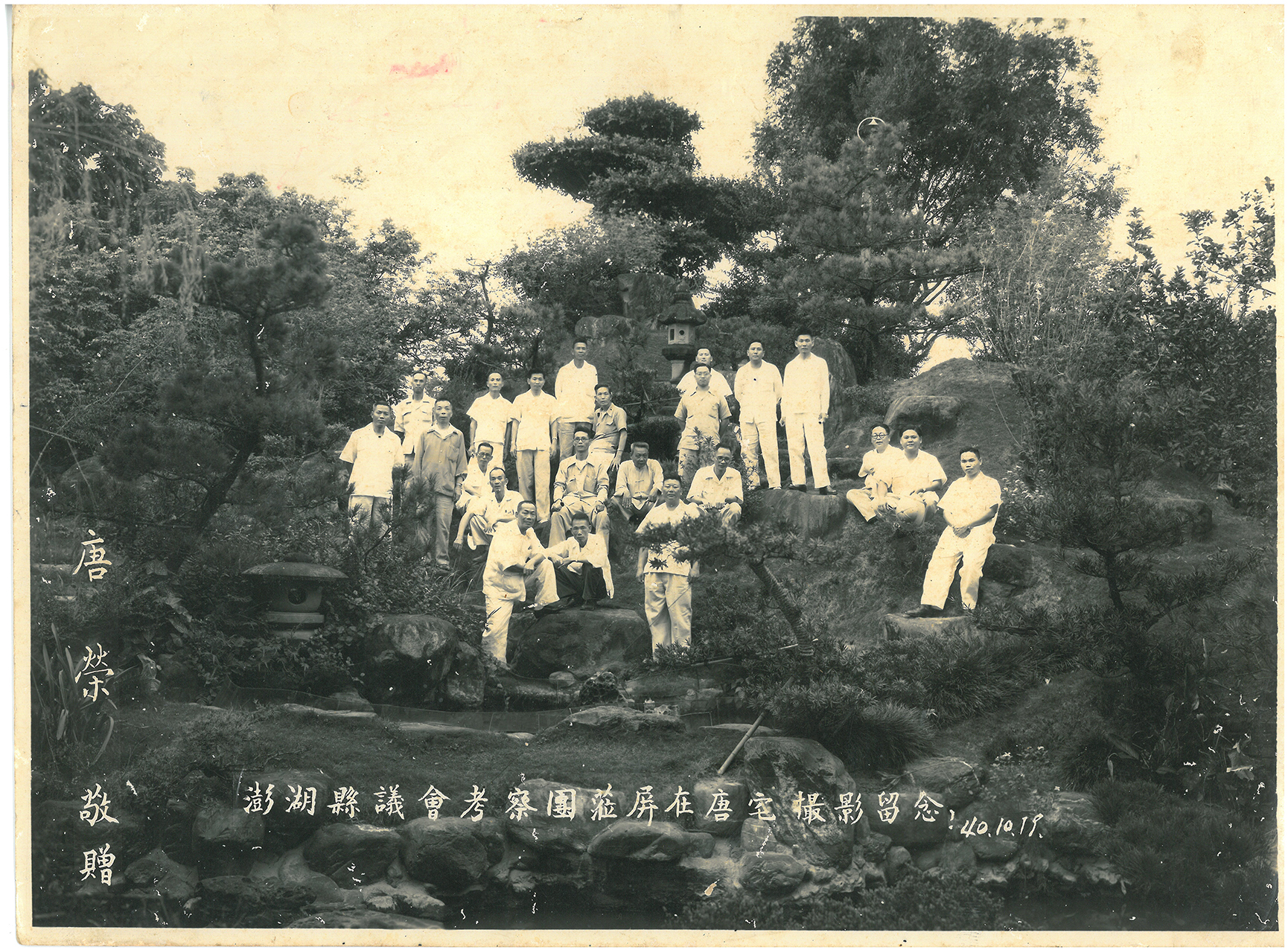
1951年，澎湖縣議會參訪唐榮宅邸。

1880年生於福建省泉州府晉江縣。1896年移民台灣，1940年創立民營企業唐榮鐵工所（戰後改稱唐榮鐵工廠）並擔任董事長，其子唐傳宗擔任總經理。到1948年年日產鋼鐵200噸，終於在台灣鋼鐵界中揚名。曾經是台灣最具規模的鋼鐵廠，並獲有「南唐榮北大同」之榮稱，譽重一時。
1957年改組為股份有限公司，父子檔協同戮力，並進行多角化經營，曾經擁有4,000多員工，執台灣鋼鐵業牛耳，成為高雄早期鋼鐵業翹楚。
戰後遭到政治橫禍，二二八事件（1947年）發生，唐榮被檢舉因南部的大日本帝國海軍將鋼材售予唐榮鐵工廠。唐傳宗被捕，工廠被沒收。其後雖平反發還工廠，但因走陳誠路線，橫遭政治鬥爭，公司房地廠房無法獲得臺灣銀行資金挹注，以致唐榮企業垮台，被當時中華民國政府接管改組。
官方說法是陳誠於1960－1965年擔任副總統並於1963年兼任行政院國際經濟合作發展委員會主任委員，唐榮集團因擴充事業版圖太快，以高利向民間借貸，又逢越南戰爭危機，導致融資困難，1962年唐榮鐵工廠股份有限公司改組為臺灣省政府經營事業機構，1963年3月5日唐榮因鬱而終，享年82歲，安葬於高雄市林園區清水巖風景區後方唐榮公園。

## 外部連結
- 臺灣深情企業家，戲說林園《父子情深-話唐榮》